# Gemeinde (Südafrika)

Übersichtsplan aller Distrikts- und Lokalgemeinden Südafrikas

Eine politische Gemeinde in Südafrika (englisch municipality) ist eine Verwaltungseinheit auf dritter Ebene unterhalb der Provinz. Es gibt nach territorialen Gesichtspunkten drei Gemeindetypen: die Metropolgemeinden, die Distriktgemeinden und die Lokalgemeinden. Eine Gemeinde wird weiterhin noch in Wahlbezirke (Wards) eingeteilt.

## Einordnung der Gemeindeebene im territorialen Verwaltungsaufbau Südafrikas

### Übersicht
Die administrative Verwaltung in Südafrika ist entsprechend seiner Verfassung von 1996 und des Local Government: Municipal Structures Act of 1998 (deutsch: „Gemeindestrukturengesetz“) in drei Ebenen gegliedert:
1. die nationale Ebene (National government),
2. die Provinzebene (Provincial government) und
3. die Gemeindeebene (Local government) – hier Metropolitan Municipality (kurz: Metros, abgekürzt: MM), District Municipality (kurz: Distrikte, abgekürzt: DM) und Local Municipality (abgekürzt: LM).[3]

Auf gleicher Ebene wie die Lokalgemeinde innerhalb einer Distriktgemeinde gab es bis 2011 vom Distrikt verwaltete Gebiete, sogenannte District Management Area (DMA).

### Grenzüberschreitende Gemeinden
Zeitweilig bestanden in Südafrika einige die Provinzgrenzen überschreitende Gemeinden (englisch Cross-boundary municipalities). Das konnten Metropol-, Distrikt- oder Lokalgemeinden sein.
Die geographische Abgrenzung grenzüberschreitender Gemeinden erforderte, dass die jeweilige Provinzgesetzgebung mit den Planungen des Municipal Demarcation Board (MDB, deutsch etwa: „Kommunaler Abgrenzungsausschuss“) in Übereinstimmung zu bringen war, und es bedurfte einer nationalen Gesetzgebung, die die Einrichtung grenzüberschreitender Gemeinden genehmigte. Diese spezielle Territorialstruktur wurde in ihrer Vorbereitungsphase seit Ende 1999 diskutiert und es kam im öffentlichen Beteiligungsverfahren zum Aufruf für diesbezügliche Stellungnahmen.
Im Juni 2000 wurde der Local Government: Cross-boundary Municipalities Act 29 of 2000 (deutsch etwa: „Gesetz über die grenzüberschreitende Kommunalverwaltung“) vom südafrikanischen Parlament beschlossen. Die Einrichtung grenzüberschreitender Gemeinden in den vom MDB vorgeschlagenen Gebieten wurde hiermit genehmigt. Am 21. Juli 2000 veröffentlichte das MDB seine Festlegung zu den grenzüberschreitenden Gemeindegrenzen in den Amtsblättern der Provinzen. Nach Prüfung aller Einwendungen schloss der Vorstand des MDB seine endgültigen Feststellungen ab.
An den Gemeindewahlen im Dezember 2000 waren folgende Cross-Boundary-Gemeinden beteiligt:
|    | Beteiligte Provinzen           | Metropolgemeinden              | Distrikte                             | Lokalgemeinden                       |
| -- | ------------------------------ | ------------------------------ | ------------------------------------- | ------------------------------------ |
| 1. | Gauteng / North West           | 1 Metropolgemeinde (Pretoria)  | 1 Distriktgemeinde (CBDC8)            | 1 Lokalgemeinde (CBLC8)              |
| 2. | Gauteng / Mpumalanga           | 1 Metropolgemeinde (East Rand) | 1 Distriktgemeinde (CBDC2)            | 1 Lokalgemeinde (CBLC2)              |
| 3. | Northern Province / Mpumalanga |                                | 2 Distriktgemeinden (CBDC3 und CBDC4) | 4 Lokalgemeinden (CBLC3, 4, 5 und 6) |
| 4. | Northern Cape / North West     |                                | 2 Distriktgemeinden (DC9 und CBDC1)   | 2 Lokalgemeinden (CBLC1 und 7)       |

Mit dem Cross-boundary Municipalities Laws Repeal and Related Matters Act 23 of 2005 leitete die Regierung einen Prozess mit dem Ziel in die Wege, den Status der grenzüberschreitenden Gemeinden durch regionale Gebietsneuordnungen zu beenden, indem eine Zuordnung zu einer einzigen Provinz erlangt werden sollte.

### Wahlbezirke (Wards)
In den südafrikanischen Metropolgemeinden (Metropolitan Municipalities), konurbane Ballungsräume, gibt es keine Lokalgemeinden (Local Municipality), sondern nur Wahlbezirke (Ward/s). Die Lokalgemeinden in den Distrikten (District Municipality) sind in den meisten Fällen ebenfalls in Wards untergliedert. Die für jeweils einen Wahlkreis gewählten Vertreter (Councillors) sind Mitglieder des Gemeinderates. Die rechtliche Grundlage dazu bildet der Local Government: Municipal Structures Act of 1998 mit seinen Änderungsgesetzen.
Ein Ward ist ein räumlich definiertes Gebiet auf dem Territorium einer Gemeinde. Wards werden eingerichtet, wenn für die Regionalvertretungen der Gemeinden mehr als sieben Councillors (gewählte Gemeinderäte) zusammenkommen.
In Metropolgemeinden und in Lokalgemeinden können ward committees oder ein Beteiligungssystem über sub-councils des municipality council (Gemeinderat) errichtet werden. Diese Councillors vertreten im Gemeinderat den Wahlkreis direkt und sind zugleich der Vorsitzende eines ward committee, das aus bis zu 10 separat gewählten Personen aus diesem Gemeindegebiet besteht.
Die ward committees repräsentieren verschiedene Interessenslagen und können sie gegenüber der Kommunalverwaltung zum Ausdruck bringen. Ihre Funktion entspricht der einer Beratungsgruppe aus dem Kreis der Zivilgesellschaft und stellt eine Form der Bürgerbeteiligung dar. Dieses Kommunikationsmodell gibt den Einwohnern die Möglichkeit, auf kurzem Wege ihre Bedürfnisse und Meinungen dem Councillor und der Verwaltung mitzuteilen sowie sie im Prozess der Haushaltsplanerstellung anzuhören.

### Kommunale Interessensvertretung
Übergeordnete Interessen der Gemeindeverwaltungen werden überwiegend durch die South African Local Government Association vertreten.

## Gemeindegebietsreform
Mit dem Local Government: Municipal Structures Act of 1998 wurden die von der Verfassung vorgegebenen Verwaltungsstrukturen des kommunalen Sektors in materielles Recht umgesetzt und eine mehrjährige Gemeindegebietsreform in Gang gesetzt. Diese Gebietsneugliederung umfasste das gesamte Staatsgebiet. Dafür wurde eine arbeitsfähige Institution benötigt, die mit der Bezeichnung Municipal Demarcation Board (MDB) auf Grundlage des Local Government: Municipal Demarcation Act, 1998 (Act No 27 of 1998) errichtet wurde. Diese Behörde begann ihre Tätigkeit mit der Aufgabe, die zu diesem Zeitpunkt existierenden 843 kommunalen Gebietskörperschaften auf eine Zahl von 284 zu reduzieren. Deren Leitung lag damals in Verantwortung des promovierten Geographen Michael Sutcliffe.
Die Verfassung von 1996 (section 151 ff.) sieht drei Gemeindekategorien vor:
- Gemeinden der Kategorie A (Metropolgemeinden), 6 im Jahr 2000
- Gemeinden der Kategorie B (Lokalgemeinden), 231 im Jahr 2000
- Gemeinden der Kategorie C (Distriktgemeinden), 47 im Jahr 2000

Ferner wurden gebildet:
- Distriktverwaltete Gebiete (DMA), 26 im Jahr 2000.[13]

Die gesamte territoriale Neugliederung der kommunalen Verwaltungsebene musste zunächst innerhalb des Jahres 2000 abgeschlossen sein, weil mit einer Entscheidung im Oktober Kommunalwahlen für den 5. Dezember 2000 festgelegt wurden.

## Struktur einer Gemeinde
In jeder Gemeinde gibt es einen Gemeinderat (Council) der Entscheidungen trifft und Angestellte, die die vorgegebenen Aufgaben ausführen. Der Gemeinderat besteht aus gewählten Mitgliedern und beschließt Richtlinien und Verordnungen für sein Gebiet. Jedes Jahr trifft der Rat einen Budgetbeschluss für die Gemeinde. Er muss auch über Entwicklungspläne und die Erbringung von Dienstleistungen auf dem Gemeindegebiet entscheiden.
Dem Gemeinderat steht der Bürgermeister (Mayor oder Executive Mayor) vor, der vom Rat gewählt wird. Ein Führungsgremium (Executive Committee oder Mayoral Committee) der Gemeinderäte unterstützt den Bürgermeister. Er und das Gremium beaufsichtigen den Municipal Manager und die Leiter der verschiedenen Amtsbereiche (Departments). Die Gemeindeverwaltung erledigt die notwendigen Aufgaben. Ihr stehen der Municipal Manager und andere Beamte vor. Die Verwaltung besteht aus Angestellten die für die öffentlichen Aufgaben zuständig sind und muss alle vom Gemeinderat bewilligten Vorhaben umsetzen.
Jeder Wahlbezirk (Ward) wird durch ein Mitglied im Gemeinderat vertreten. Diese Wahlbezirksräte (Ward Councillors) werden von den Bewohnern der jeweiligen Wahlbezirke gewählt. Die andere Hälfte des Gemeinderats wird über Parteien durch die Verhältniswahl bestimmt. Zudem gibt es noch Ward committees, die keine Entscheidungsbefugnisse haben, dem Ward Councillor als Beratungsgremium zur Verfügung stehen und von den Bewohnern ihres Bereiches gewählt werden.

## Aufgaben der Gemeinde
In die Verantwortlichkeit der Gemeinde fallen folgende Aufgaben:
- Abfallentsorgung
- Abwasserentsorgung
- Anbindung an das Stromnetz
- Bibliotheken und ähnliche Einrichtungen
- Entscheidungen zur Landnutzung
- Feuerschutz
- Gesundheitsversorgung auf Gemeindeebene
- Öffentlicher Nahverkehr der Gemeinde
- Örtlicher Tourismus
- Parks und Erholungsgebiete
- Schlachthöfe und Lebensmittelversorgung
- Straßen der Gemeinde
- Straßenhandel
- Sturmwassersysteme
- Wasseranschluss für den Privatgebrauch

## Weiterführende Literatur
- Fatima Surty: The political / administrative interface: the relationship between the executive mayor and municipal manager. (Magisterarbeit, University of the Western Cape) Kapstadt 2010 (Download-Link).
- Nico Steytler: Südafrikas ausgehandelter Kompromiss. In: Raoul Blindenbacher, Abigail Ostien (Hrsg.): Verfassungsrechtliche Ursprünge, Strukturen und Wandel in Bundesstaaten. Bookletreihe Volume 1. Global Dialogue Program, Ottawa 2007, ISBN 978-0-7735-3308-0 (englisch: South Africa’s Negotiated Compromise. Übersetzung: Vera Draack).